# BAE Systems
BAE Systems plc (British Aerospace Electronic Systems) ist ein britischer multinationaler Rüstungs-, Informationssicherheits- und Luftfahrtkonzern und war 2021 nach Umsatz der siebtgrößte Rüstungskonzern der Welt. Das Unternehmen hat seinen Sitz in London, Vereinigtes Königreich, und beschäftigt 82.500 Mitarbeiter weltweit. Neben der Rüstungsproduktion ist der Konzern auch in der Luft- und Raumfahrt tätig.

## Geschichte
Das Unternehmen entstand 1999 durch die Fusion von British Aerospace und Marconi Electronic Systems zum damals viertgrößten Rüstungskonzern der Welt. Bis zum Jahr 2003 übernahm BAE Systems mehrere Tochtergesellschaften von Lockheed Martin und Boeing und wurde so vorübergehend zum weltgrößten Rüstungskonzern.
Hawker Siddeley Aviation, das 1979 ein Teil von British Aerospace wurde, war auch ohne eigenen Anteil an Airbus seit Projektbeginn (1970) Hersteller der Tragflächen aller Airbus-Flugzeuge. Seit 1979 hielt British Aerospace, später BAE Systems, zwanzig Prozent am europäischen Flugzeugbauer Airbus Industrie und ab 2001 bis 2006 an dessen Nachfolgegesellschaft Airbus SAS.
2005 erweiterte der Konzern mit der Übernahme des Panzerherstellers Alvis sein schmales Sortiment an Landfahrzeugen deutlich. Im selben Jahr stärkte der Konzern durch eine Übernahme von United Defense seine Position in den USA erneut. Insgesamt machte das Unternehmen 2005 einen Umsatz von über fünfzehn Milliarden US-Dollar, davon etwa vierzig Prozent in den USA. Der Konzern ist das einzige nicht-amerikanische Rüstungsunternehmen, das zu den zehn größten Lieferanten des Pentagon gehört.
Seit Anfang 2004 wurde berichtet, das Unternehmen plane eine Fusion mit Boeing oder Lockheed Martin. Während weder BAE noch Lockheed Martin zu diesen Berichten Stellung nahmen, dementierte Boeing diese mit dem Hinweis, dass BAEs Anteil an Airbus zu einem Interessenkonflikt führe. Im November 2004 meldete die Financial Times, dass EADS Interesse an den Airbus-Anteilen von BAE zeige. Am 7. April 2006 bestätigte BAE Verhandlungen mit EADS über den Verkauf der britischen Airbus-Anteile. Am 6. September 2006 wurde schließlich mitgeteilt, dass EADS die Anteile für 2,75 Milliarden Euro übernommen hatte.
Im Mai 2007 übernahm der Konzern den US-Hersteller Armor Holdings. Der Zukauf des Herstellers für Militärfahrzeuge und Panzerungen kostete 4,1 Milliarden US-Dollar.
Seit 2004 wird gegen BAE Systems wegen möglicher illegaler Waffengeschäfte ermittelt. Der Konzern soll Schmiergelder an saudi-arabische Diplomaten, Politiker und Geschäftsleute gezahlt haben, um sich Rüstungsaufträge zu sichern. Nachdem die Ermittlungen im Dezember 2006 aus Gründen der nationalen Sicherheit teilweise eingestellt worden waren, wurden Vorwürfe laut, wonach dieses auf ausdrückliche Anweisung der Regierung geschehen sei. Im Juni 2007 wurden auch in den USA Ermittlungen gegen BAE Systems aufgenommen. Endgültige Ergebnisse stehen jedoch weiterhin aus.
Eine geplante Fusion mit EADS zum bis dahin weltweit größten Rüstungsunternehmen scheiterte Anfang Oktober 2012. Die beteiligten Staaten hätten sich nicht auf ein gemeinsames Vorgehen einigen können, woraufhin beide Unternehmen die Verhandlungen abbrachen. EADS machte die deutsche Bundesregierung für das Scheitern verantwortlich.
Im Dezember 2016 wurde bekannt, dass BAE Systems zusammen mit dem US-amerikanischen Rüstungshersteller Northrop Grumman ein Gemeinschaftsunternehmen zur Luftfahrzeug-Instandhaltung gründet. Zudem schloss BAE Systems im Oktober 2016 mit Northrop Grumman einen Vertrag über rund 618 Millionen US-Dollar für die Produktion von 5 bis 7 Raketen mit dem Advanced Precision Kill Weapon System. Dabei werden diese mit WGU-59 / B-Führungseinheiten ausgerüstet, um die Raketen mit halbaktiver Laserführung auszustatten.

## Tätigkeitsfelder

### BAE MAS – Military Air Solutions
BAE MAS entwickelt und produziert militärische Flugzeuge, insbesondere Kampf- und Aufklärungsflugzeuge. Hierbei kooperiert BAE regelmäßig mit Hauptkonkurrenten wie Boeing, Lockheed Martin (F35) oder EADS und Alenia Aeronautica (Eurofighter Typhoon).

### BAE Avionics
BAE Avionics ist weltweit führend in der Entwicklung militärischer Aufklärungs- und Kommunikationstechnologie. Der Konzern ist auch im Bereich von Produkten für die direkte Kriegsführung tätig, beispielsweise bei der Entwicklung von lasergesteuerten Bomben.

### BAE C4ISR
BAE C4ISR entwickelt Produkte für die Koordinierung von Einheiten in militärischen Einsätzen. Hierbei werden sowohl existierende Systeme modernisiert als auch neu entwickelte Komponenten produziert.

### BAE Customer Solutions & Support
BAE CS&S ist zuständig für die Betreuung von militärischen Produkten. Dies beinhaltet Wartung, Reparatur und Modernisierung sowohl von Produkten von BAE wie auch anderer Hersteller während deren gesamter Dienstzeit, insbesondere von Flugzeugen. BAE CS&S hat zudem zwei Tochtergesellschaften:
- BAE Systems Australia ist für die australischen Streitkräfte zuständig.
- CS&S Naval ist für den Marinesektor zuständig.

### BAE Land Systems
BAE Land Systems (bis 2004 Royal Ordnance) ist für landgestützte militärische Produkte zuständig. Hierzu gehören unter anderem Panzer, Raketensysteme, gepanzerte Fahrzeuge, Feuerwaffen, Sprengköpfe und elektronische Systeme. Das Sortiment wurde im Jahr 2005 durch die Übernahme des Panzerherstellers Alvis Vickers deutlich erweitert.

### BAE Naval Systems
BAE Naval Systems vereint seit 2003 die Werften innerhalb von BAE. Hierbei fand eine Konzentration auf die beiden Standorte am Fluss Clyde in Govan (ehemalige Kvaerner-Werft) und Scotstoun (ehemals Yarrow Shipbuilders) statt. In enger Verbindung mit BAE Naval Systems stehen:
- BAE Submarines – Hersteller von Atom-U-Booten in Barrow-in-Furness (frühere Vickers Shipbuilding & Engineering Ltd. (VSEL)).
- BAE Underwater Systems – Hersteller unter anderem von Torpedos und U-Boot-Sensoren.

Gemeinsam mit diesen beiden Abteilungen ist BAE Naval System der größte Hersteller von Kriegsschiffen außerhalb der USA.

### BAE Systems North America
BAE Systems North America ist die wichtigste Abteilung innerhalb von BAE. BAE Systems North America entstand aus verschiedenen US-amerikanischen Rüstungsproduzenten, die von BAE übernommen worden waren, darunter auch ehemalige Tochtergesellschaften von Lockheed Martin und Boeing. Insgesamt verfügt BAE über Standorte in dreißig Bundesstaaten sowie Washington DC. Hierdurch gelang BAE der Durchbruch auf dem US-Rüstungsmarkt, dem größten der Welt. Zudem stieg der Konzern durch diese Zukäufe 2002 zum damals größten Rüstungskonzern der Welt auf. BAE Systems North America macht etwa ein Drittel von BAEs Gesamtumsatz aus.

### BAE Regional Aircraft
BAE Regional Aircraft produzierte bis zum Jahr 2001 die BAE 146 sowie weitere Flugzeuge, die nebst allen Einzelteilen ausschließlich in Großbritannien gebaut wurden. Seit der Einstellung der Produktion ist BAE Regional Aircraft vor allem in der Wartung und Reparatur, aber auch Modernisierung von bereits ausgelieferten Flugzeugen tätig. Zudem unterhält diese Konzerntochter eigene Flugzeuge, die an Fluggesellschaften verleast werden.

### BAE Shared Services
BAE Shared Services ist für die Verwaltung des Konzerns und den IT-Bereich zuständig, bietet diese Dienstleistungen jedoch auch weltweit anderen Konzernen an.

### BAE Platform Solutions
BAE Platform Solutions bietet in erster Linie Navigationstechnik sowie Antriebssysteme an. Hierzu gehören unter anderem GPS-Systeme für militärische Fahrzeuge, aber auch Steuereinheiten und Antriebe für Unbemannte Flugobjekte.

## Beteiligungen an anderen Konzernen
- Eurofighter Jagdflugzeug GmbH
- MBDA (Matra BAe Dynamics Aérospatiale)
- Boeing
- Lockheed-Martin
- Saab Military Aircraft (verkaufte seinen Anteil 2011)[10]
- Rolls-Royce plc
- Air Astana

## Produkte
BAE Systems hat eigene Projekte und Anteile an Joint-Venture-Produktionen. 
Die folgende Auflistung ist unvollständig:

### Kriegsschiffe

HMS Illustrious – ein Schiff der Invincible-Klasse

- Flugzeugträger der Invincible-Klasse
- Flugzeugträger der Queen-Elizabeth-Klasse
- Zerstörer der Daring-Klasse
- Atom-U-Boote der Astute-Klasse
- Atom-U-Boote der Vanguard-Klasse
- Atom-U-Boote der Trafalgar-Klasse
- Atom-U-Boote der Swiftsure-Klasse

### Militärische Flugzeuge

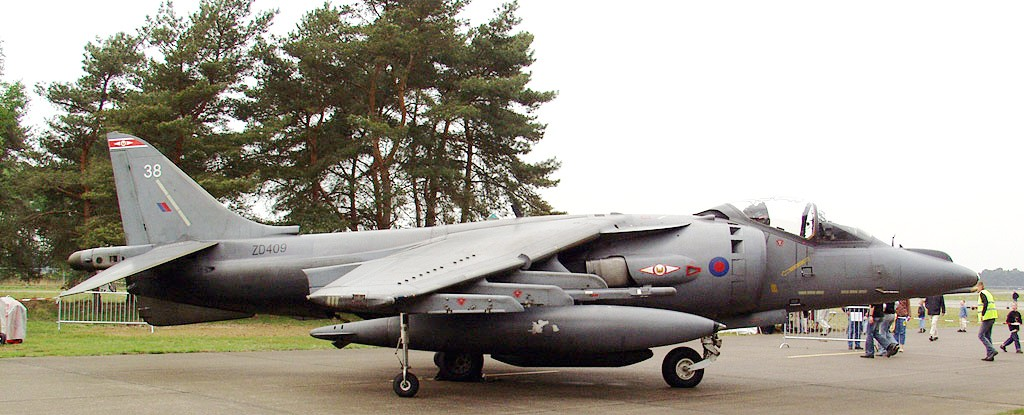
Harrier-Kampfflugzeug der Royal Air Force

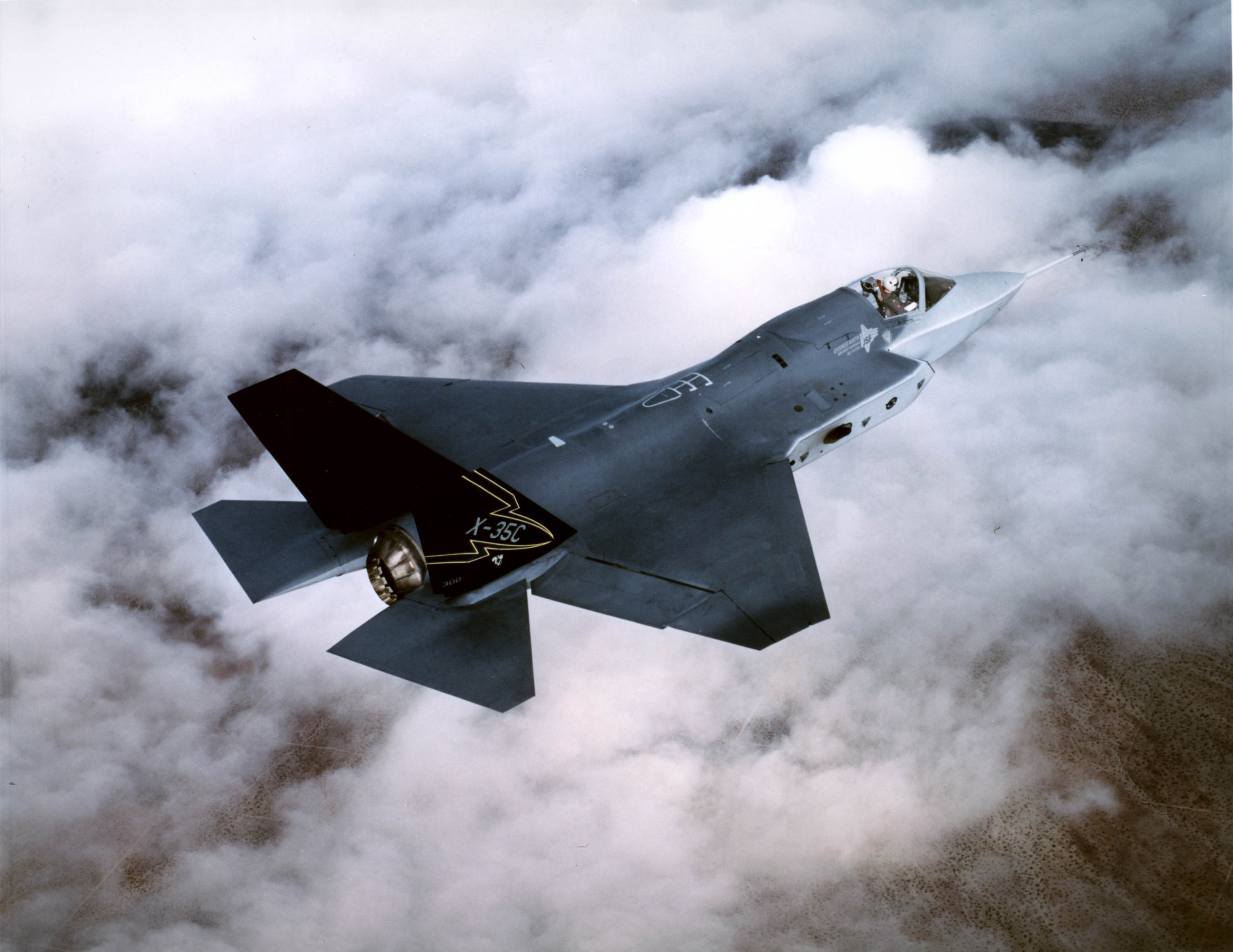
F-35 Lightning II

- McDonnell Douglas AV-8 (zusammen mit Boeing (ehemals McDonnell Douglas))
- Lockheed Martin F-35 (als Zulieferer)
- Eurofighter Typhoon (als Mitanteilseigner des Herstellers Eurofighter Jagdflugzeug)
- Panavia Tornado (als eines der vier Gründungsmitglieder des Herstellers Panavia)
- BAE Hawk
- BAE Taranis
- BAE Tempest (Projekt zusammen mit Rolls-Royce, Leonardo und MBDA)

### Waffen
- Mark-45-Leichtgewichtsgeschütz

### Zivile Flugzeuge

BAe 146

- BAe 146
- BAe 125
- BAe Jetstream 31/32
- BAe ATP
- Concorde